# 马赫兰德地区纳恩
马赫兰德地区纳恩是奥地利上奥地利州佩尔格县的一个市镇。总面积35.1平方公里，总人口3371人，人口密度96.0人/平方公里（2005年）。